# Schraubige Salde
Die Schraubige Salde (auch Strand-Salde genannt) (Ruppia cirrhosa (Pet.) Grande, Synonym Ruppia spiralis L. ex Dumort.) ist eine ausdauernde, immergrüne, submers lebende Salzwasserpflanze aus der Familie der Saldengewächse (Ruppiaceae). 

## Vorkommen
Die Schraubige Salde kommt zerstreut auf unterseeischen Wiesen in flachen Küstengewässern vor. In der Ostsee sind dies zumeist wellenexponierte Standorte auf Sand. Die Pflanze besiedelt jedoch auch Boddengewässer, Priele, salzhaltige Tümpel und Gräben. Ihre Verbreitung ist auf die temperierten und subtropischen Breiten der Nord- und Südhalbkugel beschränkt.  Dort besiedelt sie stets nur die litoralen, meeresnahen Küstenbereiche. In Deutschland steht sie auf der Roten Liste der Gefäßpflanzen und ist dort als Gefährdet eingestuft. Im Binnenland sind derzeit keine Bestände bekannt. Ihr Lebensraum ist die Pflanzenformation der Salzpflanzenfluren, wo sie ihr Hauptvorkommen besitzt. Sie ist zudem die Kennart der Assoziation Ruppietum cirrhosae aus dem Verband Ruppion maritimae und der Klasse der Ruppietea maritimae.

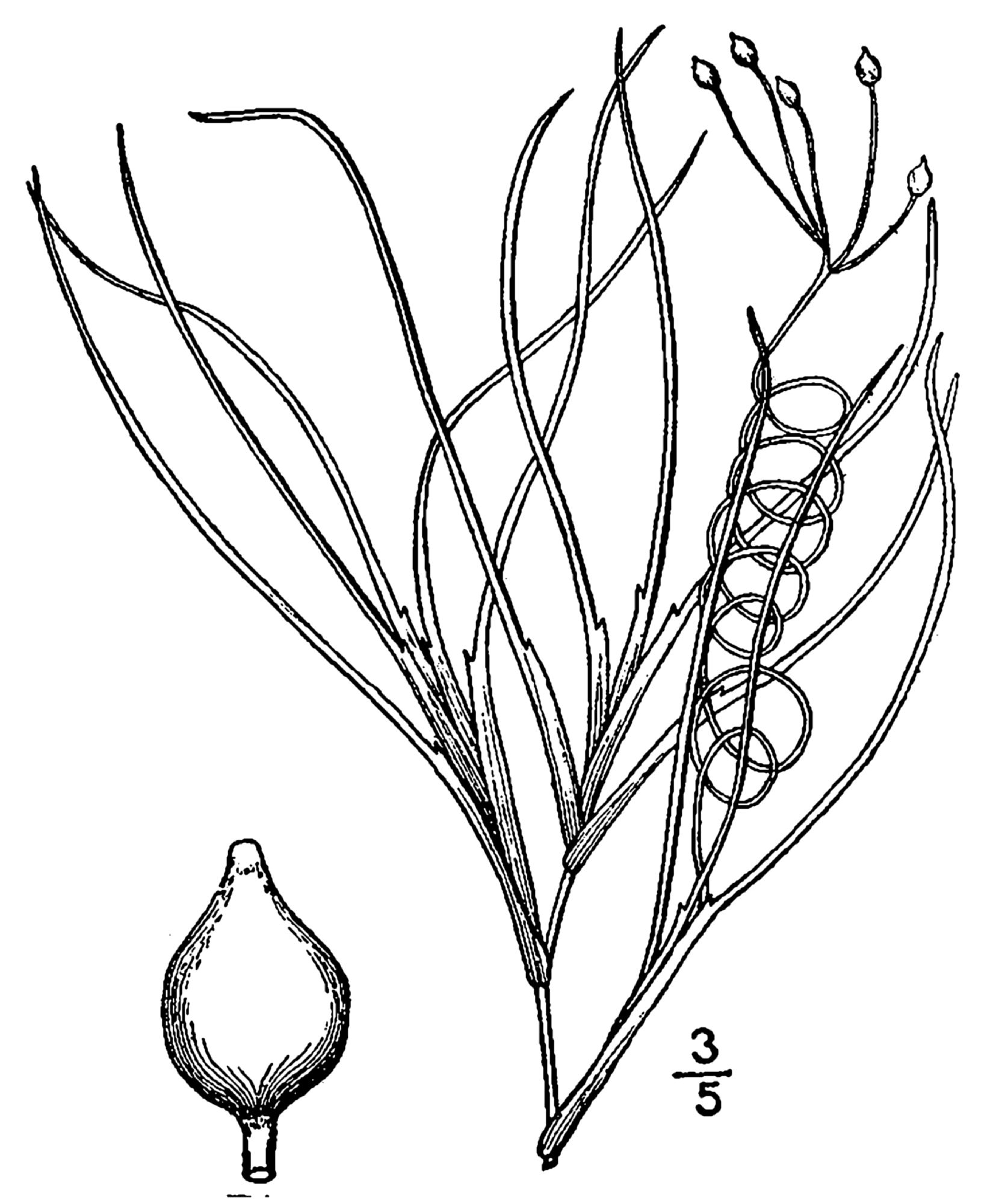
Schraubige Salde (Ruppia cirrhosa), Illustration

## Erkennungsmerkmale
Die Schraubige Salde wird etwa 15 bis 40 cm lang und besitzt einen fadenförmigen Habitus. Der Stängel wurzelt an den Knoten. Ihre schmal linealischen, zweizeilig stehenden Blätter sind nur 1 mm breit, stumpf, am Grund scheidig und an der Spitze sehr fein gezähnt. Die unscheinbaren zwittrigen Blüten weisen keine Blütenhülle auf und sind in endständigen, zweiblütigen Ähren angeordnet. Die beiden Staubblätter einer jeden Blüte verdecken die sehr kurzen Perigonblätter. Es gibt zudem 4 freie, oberständige Fruchtknoten, die zur Blütezeit, die zwischen Juni und September ist, wie die Ähre relativ lang gestielt sind. Der Ährenstiel kann bis 8 cm lang werden und ist nach der Befruchtung verlängert und schraubig eingerollt. Die kleinen Früchtchen sind schief eiförmig. 
Die Chromosomenzahl der Art ist 2n = 40.

## Ökologie
Durch die Bildung von oberirdischen, eigenständig lebensfähigen Ausläufern kann die Schraubige Salde sich vegetativ vermehren. Es wird hier von monopodialer Fragmentation gesprochen. Die Blüten werden vom Wasser bestäubt. Dazu bildet die Pflanze einen langen Ährenstiel aus, an deren Spitze zwei Blüten gebildet werden, die etwas über die Wasseroberfläche empor gehoben sind. Die Blüten produzieren Pollen, der auf der Wasseroberfläche schwimmt und durch die Strömung zu anderen Blüten getragen wird.